# (52460) 1995 DA3
1995 دي أي 3 (ويعرف أيضًا باسم (52460) 1995 دي أي 3 وفق تسمية الكوكب الصغير) (بالإنجليزية: 1995 DA3)‏ هو كويكب ضمن حزام الكويكبات؛ وترتيبه 52460 من حيث الاكتشاف.
اكتُشف هذا الجُرم الفلكي بواسطة روبرت إتش ماكنوت في 24 فبراير 1995.

## وصلات خارجية
- (52460) 1995 DA3 في قاعدة بيانات مختبر الدفع النفاث لأجرام النظام الشمسي الصغيرة

- الاكتشاف · مخطط المدار ·  العناصر المدارية · المعلمات المادية

- (52460) 1995 DA3 على موقع ويكي سكاي: DSS2, SDSS, GALEX, IRAS, Hydrogen α, X-Ray, Astrophoto, Sky Map, Articles and images